# Shibori
Shibori (em japonês:  絞り) é uma técnica de tingimento manual japonesa que produz padrões no tecido. A técnica consiste em costurar, dobrar, amarrar ou prender o tecido para então mergulhá-lo em tintura; as partes amarradas ou presas não são tingidas.

## História
No Japão, o primeiro exemplo conhecido de tecido tingido com a técnica de shibori data do século XVIII e está entre os bens doados pelo Imperador Shōmu ao Tōdai-ji, em Nara.
Até o século XX, não havia muitos tecidos e corantes de uso generalizado no Japão. Os tecidos principais eram a seda, o cânhamo e mais tarde o algodão. O corante principal era o índigo e, em menor grau, as raízes de Rubia tinctorum e de beterraba.

## Técnicas

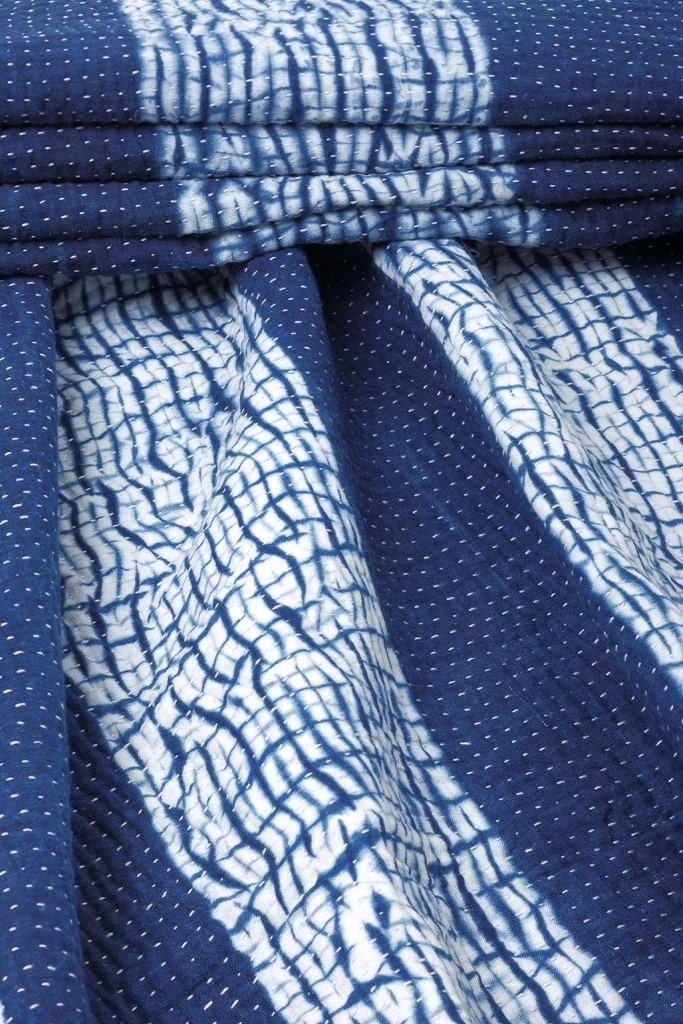
Tecido tingido com índigo após técnica de shibori.

Há um número infinito de maneiras de se unir, costurar, dobrar, torcer ou comprimir o tecido para shibori, e cada maneira resulta em padrões muito diferentes. Cada método é usado para alcançar um determinado resultado e também para trabalhar em harmonia com o tipo de tecido usado. Portanto, a técnica usada em shibori depende não só do padrão desejado, mas das características do tecido a ser tingido. Além disso, diferentes técnicas podem ser usadas em conjunto para obter resultados ainda mais elaborados.

### Kanoko
Kanoko é o que comumente se chama tie-dye no Ocidente. Consiste na amarração de certas seções do tecido para alcançar o padrão desejado. O shibori tradicional requer o uso de cabos para as amarrações, e o padrão obtido depende de quão fortemente o tecido está amarrado e onde está amarrado. Se seções aleatórias do tecido estiverem amarradas, o resultado será um padrão de círculos aleatórios. Se o tecido for primeiro dobrado e então amarrado, os círculos resultantes terão um padrão diferente dependendo da dobra que foi feita.

### Miura
Miura consiste em tomar uma agulha enganchada e arrancar seções do tecido. Em seguida, um segmento é enrolado em torno de cada seção duas vezes. A linha não fica amarrada; a tensão é a única coisa que mantém as seções no lugar. O tecido tingido resulta em um desenho semelhante a água. Porque nenhum nó é usado, esse shibori é muito fácil de amarrar e desatar, sendo portanto uma técnica muito usada. Acredita-se que o nome "miura" tenha advindo de um médico chamado Miura, que veio para a região de Arimatsu a partir da ilha sul de Kyushu e cuja esposa ensinou este processo de amarração para a população local.

### Kumo
É uma técnica plissada e amarrada que envolve seções plissadas muito finas e uniformes. Em seguida, o tecido é amarrado em seções próximas. O resultado é um padrão de teia muito específico. É preciso muita prática para produzir este tipo de design. O shibori kumo aparece freqüentemente em ukiyo-e do período Edo (1603–1868).

### Nui
O nui inclui o shibori costurado. Um ponto de execução simples é usado no tecido e, em seguida, puxado para reunir o tecido. O fio deve ser puxado bastante apertadamente e uma cavilha de madeira é freqüentemente usada para puxá-lo apertado o suficiente. Cada fio é fixado por um nó antes de ser tingido.

### Arashi
No shibori arashi o tecido é envolto em uma diagonal em torno de um bastão. Em seguida, o tecido é muito fortemente amarrado ao enrolar um cordão para cima e para baixo do bastão. Então, o tecido é comprimido no pólo. O resultado é um tecido pregueado com um desenho em diagonal. "Arashi" é a palavra japonesa para "tempestade".

### Itajime
Tradicionalmente, o tecido é intercalado entre dois pedaços de madeira, que são mantidos no lugar com cordas. Artistas têxteis modernos costumam usar formas cortadas de acrílico ou plexiglass, fixadas com grampos. As formas evitam que o corante penetre nessas áreas do tecido.